# 盧拉山

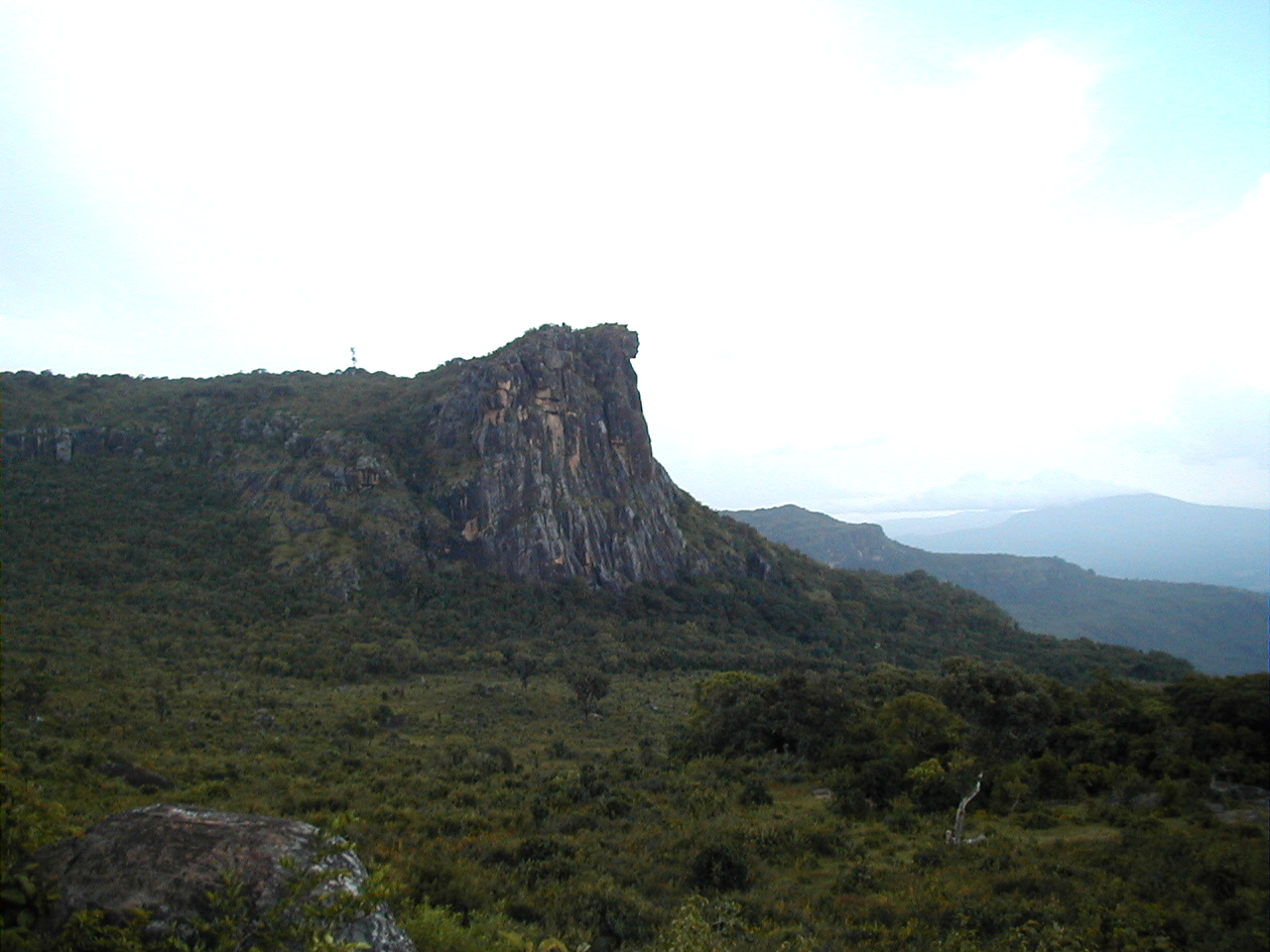

盧拉山(英語：Mount Loura)是西非國家畿內亞的山峰，位於該國北部拉貝大區，遠眺塞內加爾和馬里，海拔高度1,515米，是富塔賈隆最高點和最北端的山峰。
12°4′17″N 12°5′4″W / 12.07139°N 12.08444°W